# Don't Worry Be Daddy
| 専門評論家によるレビュー | 専門評論家によるレビュー |
| レビュー・スコア         | レビュー・スコア         |
| 出典                     | 評価                     |
| ------------------------ | ------------------------ |
| Amebreak                 | 肯定的                   |
| ele-king                 | 肯定的                   |

『Don't Worry Be Daddy』（ドント・ウォーリー・ビー・ダディー）は、ECDが2012年3月7日にリリースしたスタジオ・アルバムである。オリコンチャートで最高順位260位を記録している。

## 制作
2010年11月頃、ECDが手がける箇所（インタビューでは「基本的にドラムに上モノにラップ」と言及している）の制作は完了した。それらの音声ファイルを受け取ったIllicit Tsuboiは、ミックスと追加の作業に入った。その時点では2011年5月に発売されることが予定されていたが、2011年3月11日に発生した東日本大震災の影響で、発売が延期されることになった。発売延期の報を受けたTsuboiは、それまでに自らが作った分を破棄し、あらためて作り直した。これによって、「結構普通のサウスみたいな感じ」だった当初のありかたとは大きく異なる作品に仕上がった。なお、本作におけるサンプリングの約半分はTsuboiが加えたものである。

## 評価
二木信は、日本のヒップホップ・アルバム年間ベスト20の第9位に本作を選んだ。二木は、「ECDは最新のヒップホップの導入と音の実験に突き進んでいる」と指摘し、本作を「アヴァン・ポップな傑作」と評している。

## 収録曲
| #   | タイトル                           | 作詞 | 作曲・編曲 | 時間 |
| --- | ---------------------------------- | ---- | ---------- | ---- |
| 1.  | 「Recording Report」               |      |            | 4:49 |
| 2.  | 「まだ夢の中」                     |      |            | 5:18 |
| 3.  | 「対自核」                         |      |            | 4:28 |
| 4.  | 「ときどきあそこに」               |      |            | 4:04 |
| 5.  | 「5to9」                           |      |            | 3:39 |
| 6.  | 「家庭の事情」                     |      |            | 3:21 |
| 7.  | 「大原交差点」                     |      |            | 5:28 |
| 8.  | 「たった一滴で」                   |      |            | 5:11 |
| 9.  | 「Wasted Youth」                   |      |            | 4:57 |
| 10. | 「にぶい奴らのことなんか知らない」 |      |            | 5:28 |
| 11. | 「Sight Seeing」                   |      |            | 7:23 |

## チャート
| チャート              | 最高順位 |
| --------------------- | -------- |
| 日本 オリコンチャート | 260      |